# Nová Olešná
Nová Olešná, do roku 1947  Německá Olešná (německy Deutsch Wolleschna), je obec v okrese Jindřichův Hradec v Jihočeském kraji. Žije zde 124 obyvatel.

## Historie
První písemná zmínka o obci pochází z roku 1379. 
Dne 25. dubna 2018 bylo schváleno usnesením výboru pro vědu, vzdělání, kulturu, mládež a tělovýchovu udělení znaku a vlajky obce.
Obec Nová Olešná byla do roku 1990 částí Strmilova a v témže roce se osamostatnila. Od roku 2003 spadá jako samostatná obec pod pověřený Městský úřad v Jindřichově Hradci.

## Přírodní poměry
Jihozápadně od vesnice leží přírodní památka Malý Bukač.

## Pamětihodnosti
- Kaple Nejsvětější Trojice
- Pomník Jana Amose Komenského